# Boletobiinae
Boletobiinae es una subfamilia de lepidópteros perteneciente a la familia Erebidae. Anteriormente se la consideraba una subfamilia de Noctuidae (Phytometrinae). Incluye 956 especies.

## Géneros
- Aglaonice - Allerastria - Antarchaea - Bandelita - Cecharismena - Colobochyla - Euaontia - Glympis - Hemeroplanis - Homocerynea - Hormoschista - Hyperstrotia - Isogona - Janseodes - Melanomma - Mursa - Myana - Nimasia - Nychioptera - Ommatochila - Phytometra - Raparna - Spargaloma - Syagrana

## Taxonomía
Los estudios filogenéticos recientes han determinado que varias subfamilias de la familia Erebidae que han sido propuestas en 2005, incluyendo Araeopteroninae, Aventiinae, Boletobiinae, Eublemminae y Phytometrinae, forman un clado combinado como una subfamilia Boletobiinae. El tema sigue en estudio. Según esto incluye los siguientes géneros.

## Géneros
- Abacena
- Acremma
- Aglaonice
- Allerastria
- Araeopteron
- Autoba
- Bandelia
- Calymma
- Cecharismena
- Cerynea
- Condate
- Corgatha
- Enispa
- Enispodes
- Euaontia
- Eublemma
- Eublemmoides
- Glympis
- Hemeroplanis
- Hiccoda
- Homocerynea
- Homodes
- Honeyania
- Hormoschista
- Hypenagonia
- Hypersophtha
- Hyperstrotia
- Hyposada
- Isogona
- Janseodes
- Laspeyria
- Lopharthrum
- Mataeomera
- Metachrostis
- Metaemene
- Metalectra
- Micraeschus
- Mursa
- Mycterophora
- Nychioptera
- Odice
- Ommatochila
- Oruza
- Parascotia
- Parolulis
- Phytometra
- Prolophota
- Proroblemma
- Prosoparia
- Pseudcraspedia
- Raparna
- Rhypagla
- Sophta
- Spargaloma
- Tamba
- Taraconica
- Trisateles
- Zurobata